# Andriej Korotajew
Andriej Korotajew (ur. 17 lutego 1961 w Moskwie) – rosyjski antropolog, socjolog, orientalista i historyk. Przedstawiciel europejskiej szkoły ewolucjonistycznej w socjologii oraz antropologii.

## Życiorys
Studiował na Uniwersytecie Moskiewskim, który ukończył w 1984. Pracę doktorską obronił w 1993 na Uniwersytecie w Manchesterze. Pracował w Institute for Advanced Study w Princeton w New Jersey.
Jest zwolennikiem materializmu kulturowego, jednym ze współtwórców teorii systemów-światów. Jeden z pionierów kliometrii – nowego kierunku badań historycznych, wykorzystującego metody ekonomiczne i ilościowe.
Andriej Korotajew jest autorem ponad 350 prac naukowych, w tym 28 książek. Jego prace dotyczą obszarów: badania długoterminowego rozwoju społeczno-politycznych systemów Północnego Jemenu, antropologii międzykulturowej badania nad cyklami dynamiki świata; matematycznego modelowania procesów społecznych, ekonomicznych i historycznych. Przygotowywał także szereg modeli matematycznych opisujących szczegółowo długoterminowe polityczno-demograficzne dynamiki Egiptu i wykorzystał je do analizy rewolucji w Egipcie (2011).

## Główne prace
- Ancient Yemen (Oxford University Press, 1995. ISBN 0-19-922237-1)
- Regions Based on Social Structure: A Reconsideration („Current Anthropology”, 2000. Vol. 41. #5. P. 668–690)
- World Religions and Social Evolution of the Old World Oikumene Civilizations: A Cross-cultural Perspective (Edwin Mellen Press, 2004)
- A Compact Macromodel of World System Evolution. „Journal of World-Systems Research”. 11 (1), s. 79–93, 2005. [dostęp 2016-05-21]. (ang.).
- Introduction to Social Macrodynamics (Moscow: URSS, 2006. ISBN 5-484-00559-0)
- Great Divergence and Great Convergence. A Global Perspective. New York: Springer, 2015.